# Volo New Zealand National Airways Corporation 441
Il volo New Zealand National Airways Corporation 441 era un volo di linea della New Zealand National Airways Corporation operato il 3 luglio 1963 da un Douglas DC-3 tra Waitakere e Tauranga. Durante la fase di crociera impattò contro la catena montuosa Kaimai, vicino al Monte Ngatamahinerua, provocando la morte di tutte e ventitré le persone a bordo.
L'incidente del volo 441 rappresenta il peggiore incidente aereo avvenuto in suolo neozelandese.

## L'aereo
Il velivolo coinvolto nell'incidente era un Douglas C-47-15-DK con C/N 26649 costruito nel 1944 per l'United States Army Air Force (numero di registrazione 43-49388) e motorizzato da due Pratt & Whitney R-1830. Successivamente venne preso in carico dalla New Zealand Air Force con numero di registrazione NZ3528 per poi passare il 16 ottobre 1951 alla New Zealand National Airways Corporation con numero di registrazione ZK-AYZ. Nel dicembre 1953 venne convertito nella versione DC3-C e nel marzo 1963 nella versione DC-3C Skyliner.
Al momento dell'incidente aveva accumulato 18.629 ore di volo di cui 17.604 come aereo di linea (dalla conversione a DC-3).
Entrambi i piloti avevano i requisiti necessari per condurre il velivolo. 

## L'incidente
Tutti gli orari sono espressi in Local Time (LT)
Il DC-3 decollò dall'Aeroporto di Whenuapai alle 8:21 LT. Alle 8:35 i piloti riportarono di aver raggiunto la quota di crociera di 5.500 piedi. Alle 9:06 l'equipaggio contattò la torre di controllo di Tauranga prevedendo il loro arrivo sull'aeroporto in due minuti. Il Douglas non arrivò mai a destinazione e i successivi tentativi di mettersi in contatto con i piloti si rivelarono infruttuosi.

## Soccorsi
Il velivolo venne dato ufficialmente disperso poco dopo le 9:30 e vennero contattate le forze di polizia. Una squadra di ricerca venne inviata nella direzione in cui sarebbe dovuto provenire il DC-3 ma a causa delle condizioni meteo dovette desistere. Si unirono alla ricerca anche membri del New Zealand Army ma anch'essi dovettero tornare indietro per la fitta pioggia e gli intensi venti.
Il relitto del DC-3 venne trovato alle 11:58 del 4 luglio dall'equipaggio di un Bristol Freighter della Royal New Zealand Air Force in una zona montuosa particolarmente impervia da raggiungere a 2.460 piedi.
Il giorno seguente le condizioni meteo migliorarono e i soccorritori poterono raggiungere il luogo dell'incidente. Un passeggero riuscì a sopravvivere in un primo momento all'impatto ma a causa delle emorragie interne morì poco dopo.

## Le indagini
Le cause dell'incidente vennero accertate da un tribunale d'inchiesta e furono ascoltate oltre 60 testimonianze.
Il vento al momento dell'incidente era più sostenuto rispetto a quanto era indicato nelle previsioni e raggiunse una velocità di circa 70-80 nodi senza che l'equipaggio se ne potesse rendere conto. In base alla direzione del vento, il DC-3 venne spostato ad ovest rispetto alla rotta programmata. I piloti, ritenendo di essere ad est rispetto alla catena montuosa, iniziarono la discesa rimanendo comunque sopra la quota di sicurezza così come prescritto dalle Autorità dell'Aviazione Civile. La catena montuosa Kaimai è però famosa per presentare fenomeni di microbust particolarmente intensi. Molto probabilmente il DC-3 incontrò un fenomeno simile che portò una conseguente perdita di quota ed al successivo impatto.
Un altro velivolo aveva precedentemente sorvolato la zona incontrando un forte wind shear riuscendo però a riprendere quota.
Contribuì all'incidente la mancanza di un sistema DME sull'Aeroporto di Tauranga.

## Conseguenze
Per il calcolo della quota di sicurezza la zona non venne considerata come montuosa. Questa differenza comportò che invece di avere una separazione dall'ostacolo di almeno 2.000 piedi si ebbe una differenza di soli 1.000 piedi. Una maggiore separazione avrebbe dato un margine di sicurezza maggiore. La commissione raccomandò quindi che fosse effettuata una nuova valutazione delle quote di sicurezza in Nuova Zelanda. L'8 luglio 1964, cinque giorni dopo l'incidente, la quota minima venne alzata da 3.126 piedi a 5.126 piedi.
Nei giorni successivi all'incidente il segmento di terra del DME dell'aeroporto di Tauranga venne completato e reso operativo.
Il 3 luglio del 2003 venne inaugurata una targa nel luogo dell'impatto.